# ルイス・セッサ
- ルイス・セサ

ルイス・エンリケ・セッサ（Luis Enrique Cessa, 1992年4月25日 - ）は、メキシコ・ベラクルス州コルドバ出身のプロ野球選手（投手）。右投右打。MLBのカンザスシティ・ロイヤルズ傘下所属。

## 経歴

### プロ入りとメッツ傘下時代

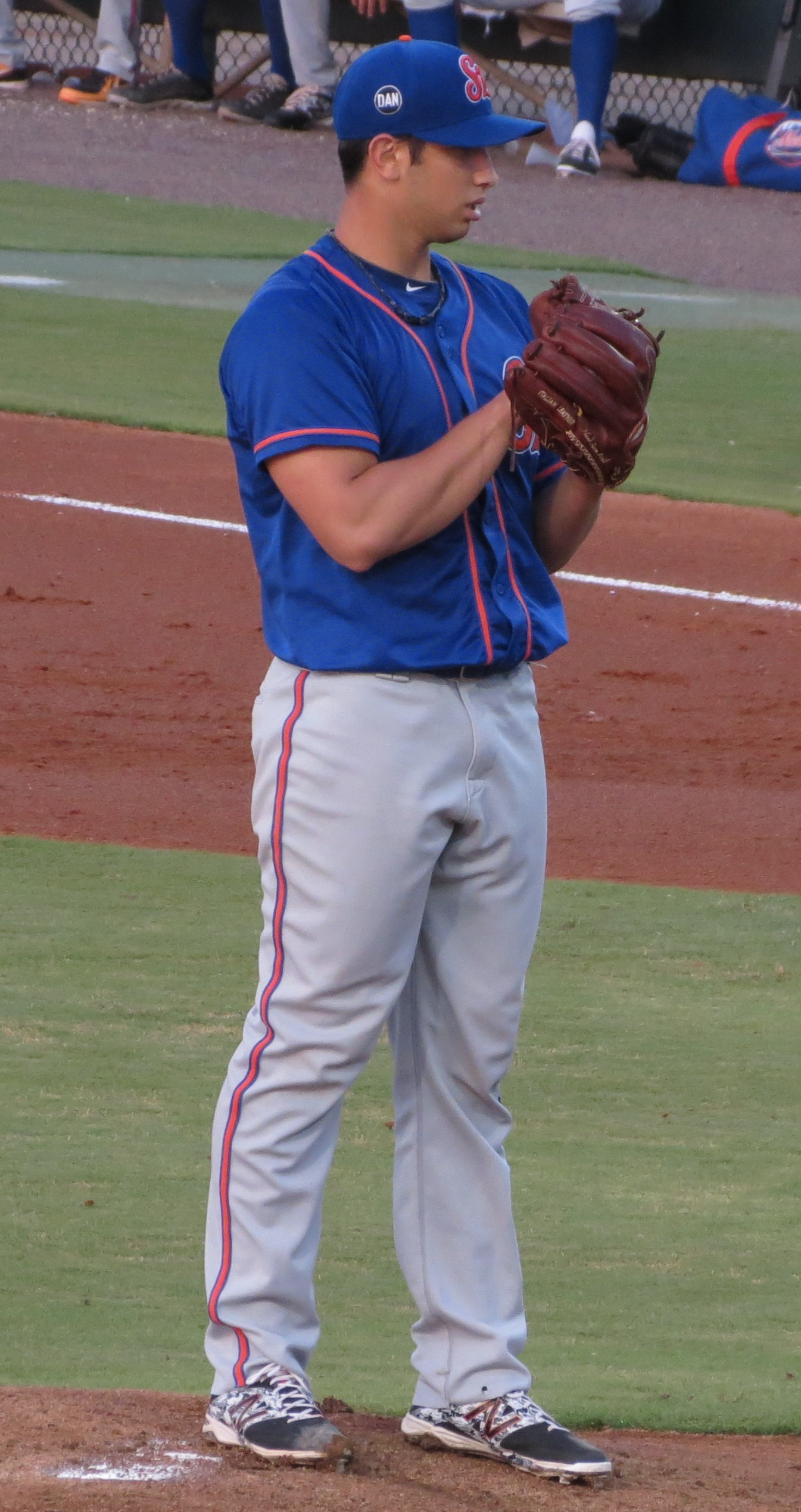
A+級セントルーシー時代
(2014年7月27日)

2008年7月9日にニューヨーク・メッツと契約。
2009年、ルーキー級ドミニカン・サマーリーグ・メッツでプロデビュー。内野手（主に三塁手）として起用され、34試合に出場。打率.191、1本塁打、9打点、8盗塁だった。
2010年はルーキー級ドミニカン・サマーリーグ・メッツ1で23試合に出場し、打率.162、3打点、1盗塁だった。
2011年から投手に転向。ルーキー級ドミニカン・サマーリーグ・メッツ2で5試合に先発として登板後、7月に渡米。ルーキー級ガルフ・コーストリーグ・メッツで10試合に登板（先発は1試合）し、4勝2敗、防御率3.66だった。
2012年はA-級ブルックリン・サイクロンズで13試合に登板し、5勝4敗、防御率2.49だった。
2013年はA級サバンナ・サンドナッツで21試合に登板し、8勝4敗、防御率3.12だった。
2014年はA+級セントルーシー・メッツで開幕を迎え、7試合に登板。3勝3敗、防御率3.40の成績で、5月21日にAA級ビンガムトン・メッツへ昇格した。同日のポートランド・シードッグス戦で先発起用されたが、3.2回を7安打（2本塁打）5失点と結果を残せず、5月23日にA+級セントルーシーへ降格した。降格後は13試合に登板し、4勝5敗、防御率4.35だった。
2015年はAA級ビンガムトンで開幕を迎え、13試合で7勝4敗、防御率2.56と好投。7月3日にAAA級ラスベガス・フィフティワンズへ昇格。5試合に登板し、0勝3敗、防御率8.51だった。

### タイガース傘下時代
2015年7月31日にヨエニス・セスペデスとのトレードで、マイケル・フルマーと共にデトロイト・タイガースへ移籍。移籍後はAAA級トレド・マッドヘンズで7試合に登板し、1勝3敗、防御率5.97だった。オフの11月3日にタイガースとメジャー契約を結んだ。

### ヤンキース時代

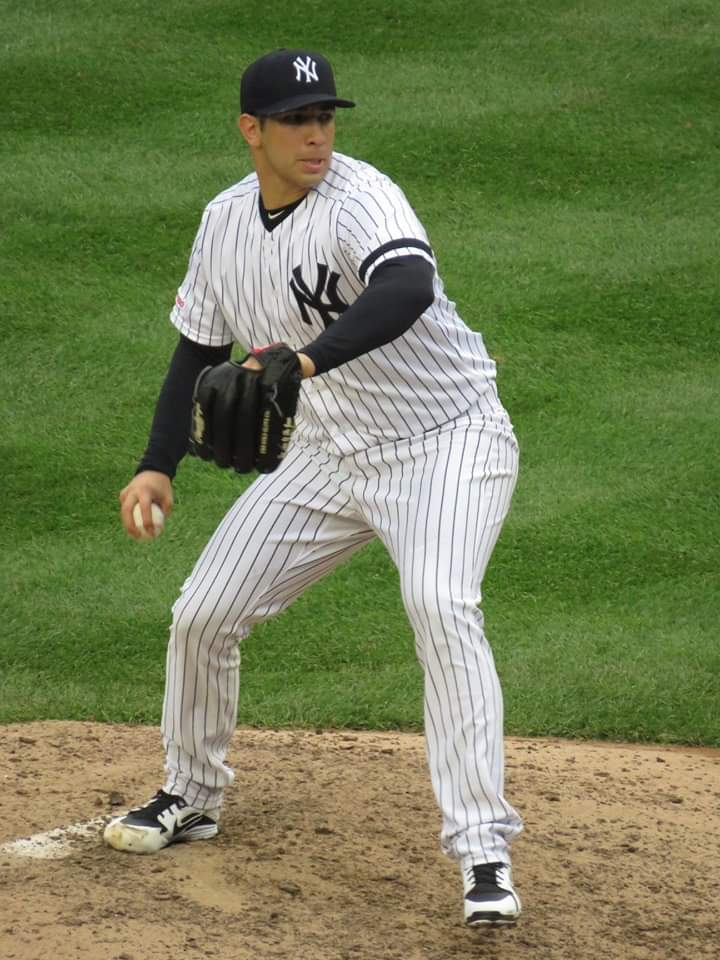
ニューヨーク・ヤンキース時代
(2019年6月21日)

2015年12月9日にジャスティン・ウィルソンとのトレードで、チャド・グリーンと共にニューヨーク・ヤンキースへ移籍した。
2016年は開幕ロースター入りし、4月8日に古巣のタイガース戦でメジャーデビュー。3点ビハインドの7回裏から登板し、2安打（1本塁打）1失点だった。その後登板機会はなく、左打者が打順に並ぶシアトル・マリナーズ戦に向けて、左投手であるタイラー・オルソンを昇格させるため、4月15日AAA級スクラントン・ウィルクスバリ・レイルライダースへ降格。AAA級で6試合に登板後、5月17日に不調のリリーフ陣に変わってメジャーへ再昇格した。昇格後は2試合に登板したが、6月7日に再びAAA級スクラントン・ウィルクスバリへ降格。6月26日に再びメジャーへ昇格すると、6月29日のテキサス・レンジャーズ戦では、3回1安打1失点の投球でメジャー初勝利を挙げた。しかし、リリーフながら毎試合失点し、7月4日のシカゴ・ホワイトソックス戦で2回を5安打3失点（自責点2）と打ち込まれ、7月5日にAAA級へ降格した。最終的には先発で9試合、リリーフで8試合に登板して防御率4.35・4勝4敗・WHIP1.11という成績をマークした。
2017年は開幕をAAA級スクラントン・ウィルクスバリ・レイルライダースで迎え、6月までメジャーに昇格しなかった。10試合に投げたが8月に胸郭の怪我で故障者リストに入り、シーズン終了となった。
2018年も同様にAAA級スクラントンでスタートし、メジャーでは先発や中継ぎで起用された。16試合（5先発）で44.2回を投げ1勝4敗2セーブだった。
2019年は3年ぶりにメジャーで開幕を迎え、主にロングリリーフとして起用された。自己最多の43試合（すべてリリーフ）に登板し、2勝1敗1セーブ・防御率4.11と成績にも向上が見られた。
2020年7月4日に新型コロナウイルスに感染したことが確認された。コロナパンデミックによる短縮シーズンでは、16登板で防御率3.32と7.1奪三振率を記録した。
2021年は29登板し、38.1回を投げ3勝1敗防御率2.82で31奪三振だった。

### レッズ時代

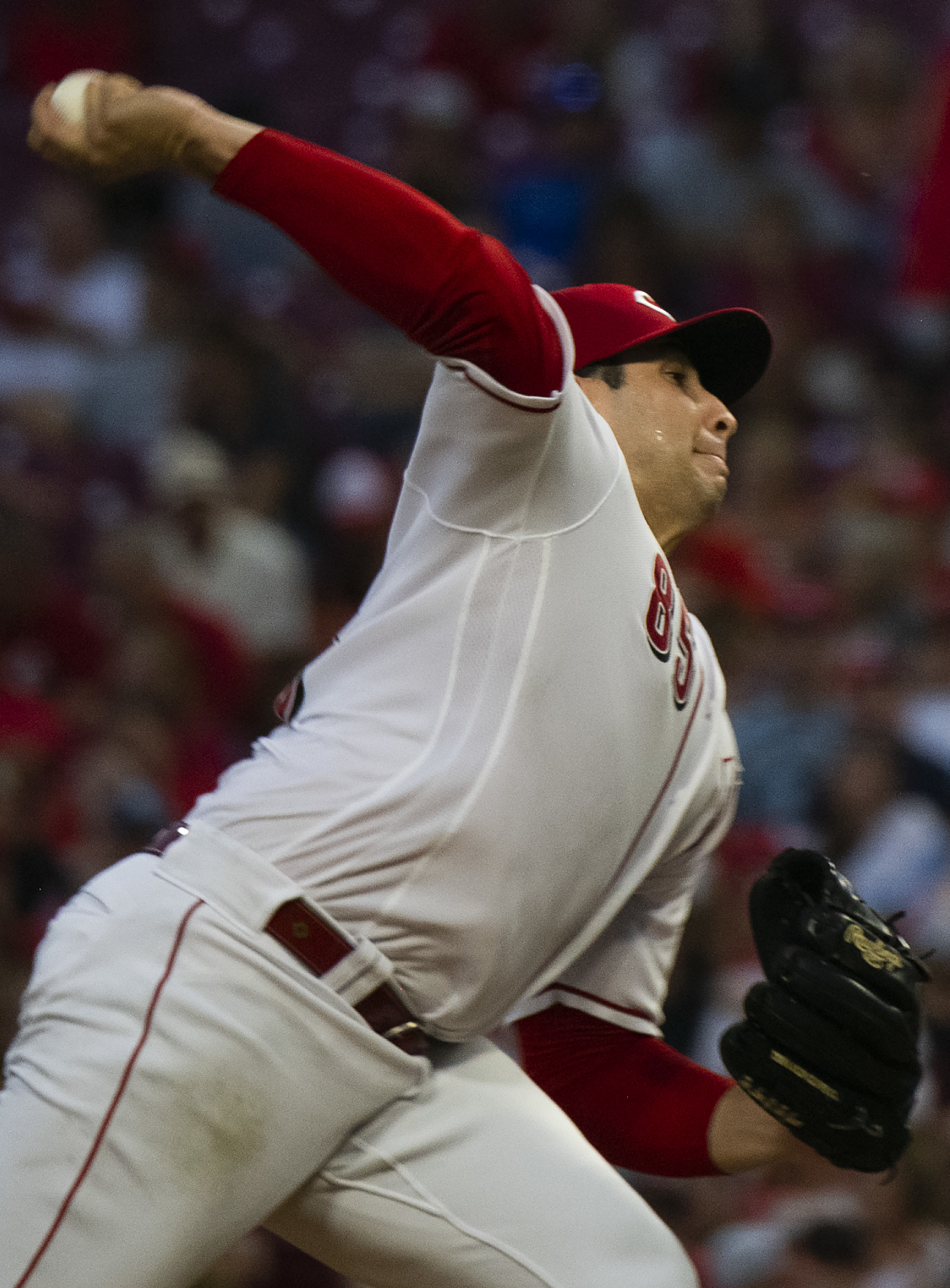
シンシナティ・レッズ時代
(2022年9月2日)

2021年7月27日に後日発表選手とのトレードで、かつて自身のトレード相手であったウィルソンと共にシンシナティ・レッズへ移籍した。レッズに移籍してからは、24登板で2勝1敗防御率2.05で23奪三振だった。
2022年3月22日にレッズと180万ドルの契約を結ぶことで年俸調停を回避した。この年は46登板で80.2回を投げ、4勝4敗防御率4.57で59奪三振だった。
2023年4月16日のフィラデルフィア・フィリーズ戦では先発登板を果たしたが、3回を投げ11失点14被安打3四球という内容で内訳としては大半が初回にブライソン・ストットの本塁打を含む9失点したものであった。7登板(6先発)で26回を投げ、1勝4敗防御率9.00で11奪三振と不振に陥った。5月9日にベン・ライブリーの昇格に伴い、DFAとなった。14日に放出された。

### ロッキーズ傘下時代
2023年5月21日にコロラド・ロッキーズとマイナー契約を結んだ。AAA級アルバカーキ・アイソトープスで6先発をし、21回と1/3を投げ防御率8.44で19奪三振と苦しんだ。6月29日にロッキーズから放出された。

### ナショナルズ傘下時代
2023年7月6日にワシントン・ナショナルズとマイナー契約を結んだ。AAA級ロチェスター・レッドウイングスで16登板し、20回と2/3を投げ防御率8.71で23奪三振と3セーブを記録した。8月30日にナショナルズから放出された。

### ロイヤルズ傘下時代
2023年11月18日にカンザスシティ・ロイヤルズとマイナー契約を結んだ。

## 投球スタイル
最速99.7mph（約160.5km/h）・平均93-95mphのフォーシームに平均79-82mphのカーブ、スライダー、チェンジアップの変化球を持つ。

## 詳細情報

### 年度別投手成績
| 年 度    | 球 団    | 登 板 | 先 発 | 完 投 | 完 封 | 無 四 球 | 勝 利 | 敗 戦 | セ 丨 ブ | ホ 丨 ル ド | 勝 率 | 打 者 | 投 球 回 | 被 安 打 | 被 本 塁 打 | 与 四 球 | 敬 遠 | 与 死 球 | 奪 三 振 | 暴 投 | ボ 丨 ク | 失 点 | 自 責 点 | 防 御 率 | W H I P |
| -------- | -------- | ----- | ----- | ----- | ----- | -------- | ----- | ----- | -------- | ----------- | ----- | ----- | -------- | -------- | ----------- | -------- | ----- | -------- | -------- | ----- | -------- | ----- | -------- | -------- | ------- |
| 2016     | NYY      | 17    | 9     | 0     | 0     | 0        | 4     | 4     | 0        | 0           | .500  | 285   | 70.1     | 64       | 16          | 14       | 0     | 3        | 46       | 2     | 0        | 36    | 34       | 4.35     | 1.11    |
| 2017     | NYY      | 10    | 5     | 0     | 0     | 0        | 0     | 3     | 0        | 0           | .000  | 160   | 36.0     | 36       | 7           | 17       | 0     | 3        | 30       | 2     | 0        | 21    | 19       | 4.75     | 1.47    |
| 2018     | NYY      | 16    | 5     | 0     | 0     | 0        | 1     | 4     | 2        | 1           | .200  | 195   | 44.2     | 51       | 5           | 13       | 0     | 0        | 39       | 7     | 0        | 27    | 26       | 5.24     | 1.43    |
| 2019     | NYY      | 43    | 0     | 0     | 0     | 0        | 2     | 1     | 1        | 4           | .667  | 343   | 81.0     | 75       | 14          | 31       | 1     | 3        | 75       | 1     | 0        | 42    | 37       | 4.11     | 1.31    |
| 2020     | NYY      | 16    | 0     | 0     | 0     | 0        | 0     | 0     | 1        | 1           | ----  | 93    | 21.2     | 20       | 2           | 7        | 0     | 0        | 17       | 1     | 1        | 10    | 8        | 3.32     | 1.25    |
| 2021     | NYY      | 29    | 0     | 0     | 0     | 0        | 3     | 1     | 0        | 1           | .750  | 161   | 38.1     | 31       | 2           | 17       | 1     | 0        | 31       | 0     | 0        | 17    | 12       | 2.82     | 1.25    |
| 2021     | CIN      | 24    | 0     | 0     | 0     | 0        | 2     | 1     | 0        | 3           | .667  | 100   | 26.1     | 24       | 3           | 2        | 0     | 0        | 23       | 1     | 0        | 7     | 6        | 2.05     | 0.99    |
| '21計    | CIN      | 53    | 0     | 0     | 0     | 0        | 5     | 2     | 0        | 4           | .714  | 261   | 64.2     | 55       | 5           | 19       | 1     | 0        | 54       | 1     | 0        | 24    | 18       | 2.51     | 1.14    |
| 2022     | CIN      | 46    | 10    | 0     | 0     | 0        | 4     | 4     | 0        | 5           | .500  | 336   | 80.2     | 76       | 14          | 28       | 0     | 2        | 59       | 3     | 0        | 44    | 41       | 4.57     | 1.29    |
| 2023     | CIN      | 7     | 6     | 0     | 0     | 0        | 1     | 4     | 0        | 0           | .200  | 132   | 26.0     | 46       | 3           | 12       | 0     | 1        | 11       | 2     | 0        | 26    | 26       | 9.00     | 2.23    |
| MLB：8年 | MLB：8年 | 208   | 35    | 0     | 0     | 0        | 17    | 22    | 4        | 15          | .436  | 1805  | 425.0    | 423      | 66          | 141      | 2     | 12       | 331      | 19    | 1        | 230   | 209      | 4.43     | 1.33    |

- 2023年度シーズン終了時

### WBCでの投手成績
| 年 度 | 代 表    | 登 板 | 先 発 | 勝 利 | 敗 戦 | セ ｜ ブ | 打 者 | 投 球 回 | 被 安 打 | 被 本 塁 打 | 与 四 球 | 敬 遠 | 与 死 球 | 奪 三 振 | 暴 投 | ボ ｜ ク | 失 点 | 自 責 点 | 防 御 率 |
| ----- | -------- | ----- | ----- | ----- | ----- | -------- | ----- | -------- | -------- | ----------- | -------- | ----- | -------- | -------- | ----- | -------- | ----- | -------- | -------- |
| 2023  | メキシコ | 1     | 0     | 0     | 0     | 0        | 7     | 2.0      | 2        | 0           | 0        | 0     | 0        | 1        | 0     | 0        | 1     | 1        | 4.50     |

### 年度別守備成績
| 年 度 | 球 団 | 投手（P） | 投手（P） | 投手（P） | 投手（P） | 投手（P） | 投手（P） |
| 年 度 | 球 団 | 試 合     | 刺 殺     | 補 殺     | 失 策     | 併 殺     | 守 備 率  |
| ----- | ----- | --------- | --------- | --------- | --------- | --------- | --------- |
| 2016  | NYY   | 17        | 1         | 11        | 1         | 0         | .923      |
| 2017  | NYY   | 10        | 4         | 5         | 0         | 0         | 1.000     |
| 2018  | NYY   | 16        | 3         | 4         | 1         | 0         | .875      |
| 2019  | NYY   | 43        | 2         | 9         | 0         | 1         | 1.000     |
| 2020  | NYY   | 16        | 4         | 2         | 0         | 0         | 1.000     |
| 2021  | NYY   | 29        | 4         | 3         | 0         | 0         | 1.000     |
| 2021  | CIN   | 24        | 3         | 4         | 0         | 0         | 1.000     |
| '21計 | CIN   | 53        | 7         | 7         | 0         | 0         | 1.000     |
| 2022  | CIN   | 46        | 9         | 11        | 1         | 2         | .952      |
| 2023  | CIN   | 7         | 1         | 1         | 0         | 0         | 1.000     |
| MLB   | MLB   | 208       | 31        | 50        | 3         | 3         | .964      |

- 2023年度シーズン終了時

### 背番号
- 85 (2016年 - 2023年)